# Sanctuary (serie televisiva)
Sanctuary è una serie televisiva canadese di genere fantasy, ideata da Damian Kindler (autore anche di Stargate SG1 e Stargate Atlantis). La serie è l'estensione di 8 webisodi trasmessi sul sito di Syfy dal 14 maggio al 30 agosto 2007. Visto il successo della webserie, Syfy ha poi deciso di farne una serie tv, la cui prima stagione è andata in onda sul network americano dal 3 ottobre 2008, la seconda dal 9 ottobre 2009, la terza dal 15 ottobre 2010 e la quarta dal 7 ottobre 2011. Dopo alcuni mesi trascorsi dalla messa in onda del finale della quarta stagione, il 21 maggio 2012 il canale SyFy ha annunciato di aver cancellato la serie.
Al debutto negli USA, dove andava in onda in contemporanea con il Canada, la prima di stagione (che consiste in una nuova versione delle vicende narrate nei primi 4 webisodes) ha registrato oltre 3 milioni di telespettatori, toccando un record che non si raggiungeva da oltre 2 anni.
In Italia gli 8 webisodes sono stati trasmessi sul sito internet di Steel dall'8 al 15 novembre 2009, mentre la serie televisiva ha fatto il suo debutto sul canale pay della piattaforma Mediaset Premium il 21 dicembre 2009. La serie è in onda su Rai 4 dal 5 maggio 2011.

## Trama
La serie segue le vicende della dottoressa Helen Magnus, nella sua ricerca delle terrificanti creature conosciute come gli anormali, molti dei quali sono anche esseri umani. Lo scopo della dottoressa è di proteggere le persone da queste creature, ma in molti casi si troverà costretta lei stessa a difendere gli anormali dagli uomini; "Preservare il miracoloso e proteggere dal periglioso". Nella sua missione Helen è aiutata da Will Zimmerman, la sua coraggiosa figlia Ashley, l'esperto di informatica Henry Foss e da Bigfoot, il suo taciturno assistente.

### Prima stagione
La prima stagione rivela la storia della dottoressa Helen Magnus, che in gioventù era stata membro di un gruppo di scienziati sperimentali conosciuto come "I cinque", che comprendeva anche Nikola Tesla, Nigel Griffin, John Watson, e John Druitt, che hanno voluto allargare i confini della loro conoscenza del mondo fisico attraverso mezzi non convenzionali. A seguito di un'iniezione derivata da un campione di sangue di vampiro, i cinque hanno acquisito particolari poteri: Magnus ha acquisito un elevato livello di longevità, Griffin ha acquisito il potere dell'invisibilità, l'intelletto del dottor Watson è stato accresciuto enormemente, Druitt ha sviluppato la capacità di teletrasportarsi nel tempo e nello spazio, e Tesla si è trasformato in un vampiro.
Nella seconda metà della prima stagione viene introdotta la "setta", una potente organizzazione che conduce sperimentazioni sugli "anormali" nella convinzione che rappresentino una minaccia per la specie umana.

### Seconda stagione
Durante la seconda stagione la setta cerca di entrare in possesso del sangue puro, ovvero sangue non contaminato di un appartenente all'antica razza dei vampiri, sorgente di un meccanismo che porta ad una mutazione e allo sviluppo di caratteristiche anormali.
La setta, usando il sangue sapientemente rubato alla Dr.ssa Magnus dalla stessa figlia Ashley (rapita e poi fatta fuggire dalla Setta appositamente per questo scopo, dopo essere stata condizionata e resa una super-mutante da una scienziata aggregata alla Setta), crea un gruppo di 6 superanormali, copiando il DNA di Ashley, modificato e migliorato, nel corpo di 5 individui ripuliti completamente da qualsiasi possibilità di mutazione o imperfezione genetica durante alcuni esperimenti compiuti nel passato dal governo.
Questi superanormali, su ordine dell'organizzazione, si apprestano a distruggere la rete dei Sanctuary, ma durante la loro incursione in quella che è la sede principale dei Sanctuary, vengono quasi tutti eliminati da un'arma di invenzione di Tesla. Ashley, anch'essa parte di questo gruppo a causa del condizionamento fisico e psicologico subito dagli scienziati della Setta, si sacrifica e muore (?) per salvare la madre Helen, che però sembra non rassegnarsi alla tragica scomparsa della figlia.
Alla fine della seconda stagione Magnus e il suo gruppo si apprestano a fermare un criminale che vuole risvegliare uno degli anormali più potenti, la grande Bertha capace di far affondare ed emergere la terra.

### Terza stagione
La terza stagione riparte dal ritorno della grande Bertha che, colpita e ferita, crea un'onda magnetica destinata a creare uno tsunami di proporzione mondiale.
Mentre Will cerca di contattare Kali (alter ego di Bertha) nel consiglio degli avatar, Gregory appare donandogli un indizio da riferire alla figlia, mentre contemporaneamente una contro-onda ferma il maremoto.
Con l'indizio di Gregory si viene a scoprire un marchingegno che mostra una città sotterranea all'interno della terra (Terra Cava).
Durante il corso della stagione si scoprono molte cose tramite la mappa, ovvero che chiunque abiti nella città è a conoscenza dell'esistenza degli anormali (in particolare dei vampiri) ed ha una conoscenza molto ampia della scienza che gli dà anche la capacità di piegare, attraverso particolari dispositivi utilizzati anche da Adam Worth, le barriere del tempo e dello spazio.

### Quarta stagione
Worth e Magnus tornano indietro nel tempo, nel 1898. Helen, per far in modo che la linea del tempo rimanga invariata uccide l'Adam della sua linea temporale e sua figlia. Dopodiché vive 113 anni isolata, in modo da non alterare il corso normale del tempo. Nel presente intanto gli abitanti della Terra Cava si ribellano e sarà solo grazie al tempestivo intervento dei protagonisti che si riuscirà a fermare la rivolta. I problemi con gli anormali della Terra Cava però continuano...

## Personaggi e interpreti
- Dr.ssa Helen Magnus (stagioni 1-4), interpretata da Amanda Tapping: è la protagonista della serie televisiva.
Helen nacque il 27 agosto 1850 in Inghilterra. Pur non potendo partecipare alle lezioni entrò ad Oxford. Qui, dopo che le fu negata una carriera da medico, fondò il gruppo de "I Cinque" con Nikola Tesla, Nigel Griffin, John Druitt e James Watson. Grazie a un contatto riuscì a procurarsi del sangue di vampiro, poco prima che la chiesa sterilizzasse la specie e ne estrasse un siero. Lei e gli altri membri se lo iniettarono e ognuno ne ricevette un dono: le molecole di Griffin diventarono fotosensibili (diventò invisibile), la mente di Watson tocco livelli geniali; la reazione di Tesla fu la più drammatica: diventò un vampiro; Druitt ebbe il dono del teletrasporto; Helen la longevità. Divenuta ricercatrice, ha dedicato la sua vita a studiare, cercando di aiutare gli "anormali". Membro principale de "I Cinque". Sviluppa, dopo l'iniezione del sangue puro, il potere della longevità. Grazie ad esso, e su richiesta del padre Gregory Magnus, si dedicherà ad ampliare e migliorare nel corso del tempo la rete dei Santuari, vivendo avventure che la porteranno in ogni angolo del globo, a contatto con razze, religioni, luoghi e reperti storici di incredibile importanza e valore. Grazie alle sue doti intellettuali e alla sua enorme preparazione scientifica multidisciplinare, entrerà in corrispondenza con le più brillanti e famose menti scientifiche dei tempi che si trova ad attraversare: lei stessa cita la sua partecipazione ad una dissertazione con Einstein, che compare anche come grazioso "cameo-tributo" in una foto inserita nella sigla iniziale della prima stagione, foto appunto scattata in compagnia di Helen Magnus. È lei il personaggio cardine della serie, attorno al quale si sviluppa la saga degli anormali e dei presidi destinati a salvarli dagli sforzi degli umani malvagi per eliminarli: la Magnus opera per questo con il tacito benestare dei governi mondiali.
- Dr. Will Zimmerman (stagioni 1-4), interpretato da Robin Dunne:
Brillante psichiatra forense, aiuta la Dott.ssa Magnus nella sua ricerca. Reclutato da Helen dopo essere venuto a contatto con un anormale nel pilot della prima serie, pur tra mille scetticismi e perplessità lascia il lavoro in polizia e si unisce al gruppo dirigente dei Santuari, diventando quasi subito il braccio destro e consigliere di Helen Magnus. Pur non essendo un anormale, ha una impressionante capacità percettiva e visiva, che lo aiuta a cogliere dettagli della scena del crimine che altri non vedono, e che lui utilizza per tracciare i profili, dei criminali prima e degli anormali successivamente. La sua vita è stata caratterizzata da una tragedia, avvenuta quando era bambino: una notte, durante un campeggio, sua madre viene orrendamente uccisa da un anormale particolarmente violento (che poi ritroverà "in custodia" nel Santuario). Helen Magnus, che era sulle tracce dell'anormale, riesce a salvarlo da morte certa e da quel momento (intuendo le potenzialità di Will) inizia a seguire da lontano le vicende del giovane, fino a reclutarlo per la sua causa.

- Ashley Magnus (stagioni 1-2), interpretata da Emilie Ullerup:
Figlia della Dott.ssa Magnus e di John Druitt, cacciatrice di mostri. Verrà drogata e utilizzata dalla congrega "The Cabal" ("La Setta" nella versione italiana) come arma per colpire la rete dei santuari. Sviluppa in un primo tempo i poteri di teletrasporto: successivamente dopo una serie di trattamenti diventa una macchina per uccidere controllata da "The Cabal", con istinti e poteri dei vampiri. Muore all'inizio della seconda stagione, durante l'attacco da parte della Setta alla sede del Sanctuary, si sacrifica per difendere e non far del male alla madre.

- Henry Foss (stagioni 1-4), interpretato da Ryan Robbins:
Progettista di armi e esperto informatico. Aiuta a tenere le difese del "santuario". Salvato quando era ragazzino è cresciuto nel "Santuario", durante la prima stagione sviluppa la sua componente anormale di Licantropo.
- John Druitt (stagione 1-4), interpretato da Christopher Heyerdahl:
Membro de "I Cinque", vecchio amante della Dr.ssa Magnus e padre biologico di Ashley. Dopo l'iniezione di sangue puro ottiene il potere di teletrasportarsi, sviluppando anche una pulsione omicida che sfocia in una serie di cruenti delitti, effettuati sotto lo pseudonimo di "Jack Lo Squartatore". Si mantiene giovane grazie ad un trattamento con il sangue dell'ex amante. 
Nella seconda stagione si scopre che un'entità anormale, composta solo di elettricità e con una componente sadica, si è unita a lui durante un suo viaggio in teletrasporto. Sebbene l'elettroshock di Tesla fermi per un breve periodo la rabbia di questo mostro, con il tempo questa vena torna ad emergere: dopo che Druitt viene riportato in vita dalla Dr.ssa Magnus con l'elettrostimolazione, il mostro viene liberato nella rete elettrica e informatica del santuario donando pace a John. Per salvare i suoi amici da questa minaccia, Druitt si sacrifica relegando di nuovo in lui l'entità.
- Bigfoot (stagioni 1-4), interpretato da Christopher Heyerdahl:
È il (non troppo) silenzioso assistente anormale del santuario. Fidatissimo collaboratore della dottoressa Magnus, possiede una forza eccezionale e sembra avere anche capacità e poteri sciamanici, che usa per curare e curarsi quando necessario. Tra la fine della prima e l'inizio della seconda stagione viene infettato dal virus che causa la pazzia e, successivamente, la morte degli anormali colpiti: per curarsi, con l'antidoto sviluppato da Helen e Tesla, perderà le sue caratteristiche di razza, non potendo più ricongiungersi con i suoi simili.
- Kate Freelander (stagioni 2-4), interpretato da Agam Darshi:
Prima membro dell'organizzazione "The Cabal", poi tradita da questa passerà dalla parte del "Sanctuary". In un futuro alternativo, creato da un anormale Maya, ha un figlio con Will Zimmerman che chiamano Magnus. All'inizio della quarta stagione si unirà al gruppo di coloro che aiutano gli abitanti del sottosuolo, di fatto scomparendo dal telefilm, tranne per qualche citazione sporadica.
- Nigel Griffin, interpretato da Vincent Gale:
Membro de "I Cinque" dopo l'iniezione di sangue puro sviluppa il potere dell'invisibilità tramandato a sua figlia e a sua nipote. Muore negli anni '60, non è mai mostrato nella serie, di lui si sa soltanto che ispirò il romanzo "L'Uomo Invisibile" di H. G. Wells. Viene mostrato in alcuni flashback. Viveva grazie a delle rapine in banca.
- Dr. James Watson (stagioni 1-2, 4), interpretato da Peter Wingfield:
Membro de "I Cinque" dopo l'iniezione di sangue puro ottiene il potere del super intelletto. Negli anni dopo l'iniezione è impegnato a cercare di fermare "Jack lo Squartatore" senza sospettare minimamente dell'amico John Druitt, successivamente prenderà il posto di capo al "Santuario" di Londra. La sua intelligenza è tale da consentirgli di costruire un esoscheletro capace di mantenerlo in vita per più di 100 anni. Dalla metà della seconda stagione è presente solo in alcuni flashback e nella prima puntata della quarta serie. La sua vita ha ispirato a Doyle il personaggio di Sherlock Holmes.
- Nikola Tesla (stagioni 1-4), interpretato da Jonathon Young:
Membro de "I Cinque", l'iniezione di sangue puro risveglia i suoi geni di vampiro dormienti, ottiene quindi parte dei poteri della razza tra i quali la forza la velocità e l'immortalità. Dopo la trasformazione il suo carattere cambia: anche se non è un vampiro completo è deciso a riportare in vita quella che definisce la "sua specie". All'inizio della serie Tesla si rivela una minaccia, ma successivamente si reintegra in ciò che rimane del gruppo de "I Cinque" per cercare di fermare la congrega "The Cabal". Nella decima puntata della seconda stagione riporta in vita la razza dei vampiri, ma per fermarli inventa un'arma che distrugge del tutto i suoi tratti vampirici e quindi anche l'ultimo vampiro esistente. Alla fine della puntata dimostra di poter attrarre gli oggetti metallici. Nella terza stagione riacquisisce i tratti vampireschi grazie al sangue di un'antica regina. Non sembra perdere le capacità magnetiche.
- Adam Worth, interpretato da Ian Tracey:
Studente all'università di Oxford ai tempi della trasformazione dei 5 compagni di studi. È un genio che riesce ad intuire le scoperte scientifiche fatte dal gruppo sul sangue puro. Chiede aiuto ad Helen Magnus e a James Watson per salvare sua figlia Imogene, ma i due dottori si rifiutano di iniettare il sangue puro ad una bambina che infatti muore. La morte della figlia crea una doppia personalità, Hyde (che ispirerà il romanzo sotto l'effetto della cocaina come descritto da Helen Magnus). Dopo uno scontro con Helen viene ritenuto morto, ma invece viene salvato da un popolo misterioso che gli dona la longevità. In realtà Worth viene condannato a morte dopo aver distrutto un intero quartiere di Praxis durante un esperimento. Il suo corpo conservato in stasi verrà poi riportato in vita dai membri di un complotto contro il governo. Alla fine della terza stagione con l'aiuto di Druitt crea un congegno in grado di aprire porte sul tempo. Grazie a questo torna nel 1898 per salvare la figlia.
- Dr. Gregory Magnus, interpretato da Jim Byrnes:
Il fondatore della rete dei "Santuari" e della ricerca sugli anormali è il padre di Helen Magnus. Grande scienziato del 1800 istruisce la figlia sulle scienze e sugli effetti del sangue puro; dopo la scoperta dell'esperimento condotto da "I Cinque" nasconde il sangue rimanente in un posto dove solo loro, uniti insieme nella soluzione di diversi enigmi e prove, potranno ritrovarlo. Viene catturato e circuito dalla congrega "The Cabal" per creare l'anormale perfetto. Dopo aver riacquistato la memoria parte per proteggere la figlia e la nipote. La figlia Helen lo rintraccerà, durante la terza stagione, nel regno di Praxis, dove è accusato di un complotto. Una volta risolto il mistero deciderà di rimanere a Praxis. È ritenuto morto durante la distruzione di Praxis, alla fine della terza stagione.
- Ranna Seneschal, interpretato da Polly Walker
Governa Praxis insieme al senato. Inizialmente restia ad accettare sconosciuti fa uccidere tutti i membri del Santuario e solo successivamente riporta in vita Magnus per chiedergli notizie del padre. Alla fine della terza stagione viene data per morta durante la distruzione di Praxis.
- Praxiani
Discendenti di antichi esseri umani che, spaventati dall'aumentare degli Akkharu (l'antico popolo di vampiri), organizzarono una forte rappresaglia di anormali contro gli stessi per cercare di sconfiggerli e successivamente si ritirarono sotto terra. La loro civiltà iniziò 8000 anni prima dei fatti del Santuario. Sotto il punto di vista tecnologico sono molto più avanzati anche grazie alle tecnologie rubate ai nemici.
- Akkharu
Gli antichi vampiri faraoni e sovrani del mondo antico. Molto più avanzati, da qualsiasi punto di vista, riescono, secoli prima degli umani, a costruire fiorenti civiltà. Erano governati da una monarchia particolare in quanto essendo tutta la famiglia immortale il passaggio del trono avveniva solo dopo accesi conflitti. Gli umani li sterilizzarono e li confinarono nella loro capitale sui monti indiani dove durante la seconda guerra mondiale furono completamente sterminati. Il loro sangue definito sangue puro o sangue della sorgente sviluppa le caratteristiche anormali assopite nel DNA. Gli unici superstiti sono Nikola Tesla e Afina un'antica regina assopita per millenni.

## Episodi
| Stagione         | Episodi | Prima TV originale | Prima TV Italia |
| ---------------- | ------- | ------------------ | --------------- |
| Webserie         | 8       | 2007               | 2009            |
| Prima stagione   | 13      | 2008-2009          | 2009            |
| Seconda stagione | 13      | 2009-2010          | 2010            |
| Terza stagione   | 20      | 2010-2011          | 2011            |
| Quarta stagione  | 13      | 2011               | 2012            |